# Tarak Achour
Tarak Achour, né le 7 avril 1982 à Moknine, est un footballeur tunisien.

## Clubs
- avant juillet 2008 : Union sportive monastirienne
- juillet 2008-août 2010 : Espérance sportive de Tunis
- août 2010-juillet 2011 : Union sportive monastirienne

## Palmarès
- Coupe nord-africaine des vainqueurs de coupe :
  - Vainqueur : 2009
- Ligue des champions arabes : 
  - Vainqueur : 2009
- Championnat de Tunisie :
  - Vainqueur : 2009, 2010